# Кравчук, Сергей Владимирович
Серге́й Влади́мирович Кравчу́к (3 июня 1964, Киев, Украинская ССР, СССР) — советский фехтовальщик, чемпион мира и бронзовый призёр Олимпийских игр. Заслуженный мастер спорта СССР (1992).

## Карьера
На Олимпийских играх 1992 года в составе Объединённой команды вместе с Павлом Колобковым, Андреем Шуваловым, Сергеем Костаревым и Валерием Захаревичем завоевал бронзу в командном фехтовании на шпагах. В личном первенстве занял 12-е место.
Чемпион мира среди юниоров 1984 года, чемпион мира в командных соревнованиях 1991 года.